# Scartella cristata
Scartella cristata е вид бодлоперка от семейство Blenniidae. Видът не е застрашен от изчезване.

## Разпространение и местообитание
Разпространен е в Бермудски острови, Бразилия, Гърция, Испания, Италия, Мавритания, Намибия и САЩ.
Обитава океани, морета, заливи и рифове в райони с тропически климат. Среща се на дълбочина от 0,1 до 10 m, при температура на водата от 23 до 27,7 °C и соленост 34,2 – 37 ‰.

## Описание
На дължина достигат до 12 cm.